# Fa menor
Fa menor (abreviatura en sistema europeo Fa m y en sistema americano Fm) es la tonalidad que consiste en la escala menor de fa, y contiene las notas fa, sol, la bemol, si bemol, do, re bemol, mi bemol y fa. Su armadura contiene 4 bemoles.
Su tonalidad relativa es la bemol mayor, y su tonalidad homónima es fa mayor. Las alteraciones para las versiones melódicas y armónicas son escritas si son necesarias.

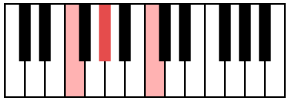
El acorde de tríada: Fa-La♭-Do.

## Usos
Fa menor es una tonalidad muy asociada con la pasión y en algunos casos, con la melancolía: con dos ejemplos famosos con dicha palabra en su subtítulo: La sinfonía n.º 49 La Passione de Haydn y la tempestuosa Sonata "Appassionata" de Beethoven.

## Obras clásicas en esta tonalidad
- Nocturno Op. 55 n.º 1 de  Frédéric Chopin
- Romance en Fa menor - Chaikovski
- Sinfonía juvenil - Anton Bruckner
- Sonata "Appassionata" de Beethoven.
- Obertura Egmont op. 84 de Beethoven.
- El Invierno de Antonio Vivaldi
- Concierto para piano n.º 2 de Frédéric Chopin

## Mi sostenido menor

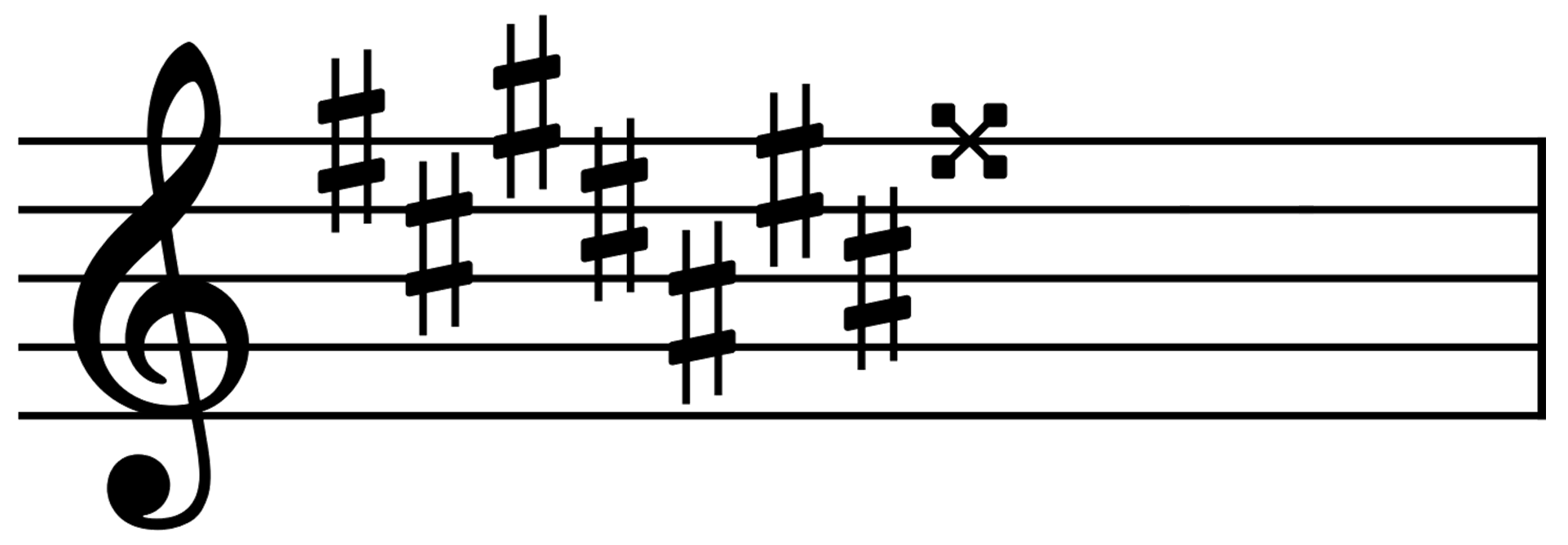
Mi sostenido menor

Esta tonalidad se usa (aunque no en forma de tonalidad) en los compases 17-22 del Preludio y fuga n.º 3 de Bach.